# Dalmau (Muntanyola)
Dalmau és una masia de Muntanyola (Osona) inclosa a l'Inventari del Patrimoni Arquitectònic de Catalunya.

## Descripció
Masia de planta rectangular coberta a dues vessants amb el carener perpendicular a la façana, en la qual hi ha un gros portal adovellat de pedra rogenca. Aquest portal es troba descentrat a la façana. A la part dreta hi ha un cos de construcció recent que fou l'antic porxo de tres pisos. Adossat a aquest hi ha una cabanya.
La casa està construïda aprofitant el desnivell del terreny.
La casa està envoltada per un mur de pedra amb dos portals d'accés a la lliça. Part d'aquest mur ha estat recentment enderrocat en part, i el porxo reformat.
Construïda bàsicament amb pedra, la façana conserva restes d'arrebossat.
El mas conserva el forn d'una bòbila i rajols cuits en el mateix.

### Capella de Sant Isidre
Des del primer pis del Mas Dalmau es pot accedir al cor de la capella. És de nau única i sense absis. El portal d'entrada és orientat a llevant. S'il·lumina mitjançant unes parets rectangulars que s'obren als murs de la nau.
A l'interior hi ha un petit altaret dedicat a Sant Francesc. A sota del cor hi ha una petita sagristia. L'interior és decorat amb estucs i pintat.
És construïda amb pedra i coberta a dues vessants amb el carener perpendicular a la façana, la qual té un portal rectangular descentrat.

## Història
Segons expliquen els masovers de la masia, hi havia hagut més de 20 masoveries per les rodalies. Avui es conserva només l'Arisa, un mas rònec a poca distància de la masia Dalmau. Entre les que va perdre figuren Les Planes (Collsacabra), Ventallola (Santa Eulàlia de Riuprimer), Torrents (Santa Eulàlia de Riuprimer). La casa conserva documentació que fa referència al segle xiii. Es manté el mateix llinatge del Dalmau per bé que es va perdre el cognom a la darrera generació.
La capella situada al mur de migdia és dedicada a Sant Isidre, patró de la pagesia. Per les llindes dels portals de les finestres suposem que fou construïda al segle xvii, contemporàniament a les reformes del mas. A la capella hi apareixen les següents dates constructives: "Joan Dalmau 1675" al portal i "1675" a la finestra.